# Гусаченко, Александр Валерьевич
Александр Валерьевич Гусаченко (род. 14 августа 1977) — российский легкоатлет, специалист по бегу на короткие дистанции. Выступал на профессиональном уровне в 1998—2009 годах, чемпион России в эстафете 4 × 100 метров, победитель и призёр стартов всероссийского значения. Представлял Омскую область. Тренер по лёгкой атлетике.

## Биография
Александр Гусаченко родился 14 августа 1977 года.
Впервые заявил о себе на крупных всероссийских турнирах в сезоне 1998 года, тогда же стартовал в беге на 200 метров на чемпионате России в Москве.
В 1999 году бежал 60 и 200 метров на чемпионате России в помещении в Москве, 100 и 200 метров на летнем чемпионате России в Туле.
В 2000 году на чемпионате России в Туле вместе с командой Омской области одержал победу в эстафете 4 × 100 метров.
На чемпионате России 2002 года в Чебоксарах занял шестое место в зачёте бега на 200 метров.
В 2003 году финишировал шестым в дисциплине 100 метров на Мемориале Владимира Куца в Москве и четвёртым в дисциплине 200 метров на чемпионате России в Туле. В обоих случаях установил свои личные рекорды — 10,62 и 21,38 соответственно.
В 2004 году на зимнем чемпионате России в Москве установил личный рекорд в беге на 200 метров в помещении (21,54) и выиграл серебряную медаль в эстафете 4 × 200 метров. На летнем чемпионате России в Туле стал серебряным призёром в эстафете 4 × 100 метров.
В 2005 году бежал 200 метров на зимнем чемпионате России в Волгограде, получил серебро на Мемориале Косанова в Алма-Ате, установил личный рекорд в беге на 60 метров в помещении на Мемориале Булатова в Омске — 6,87.
В 2006 году участвовал в зимнем чемпионате России в Москве и в летнем чемпионате России в Туле, в индивидуальных спринтерских дисциплинах дошёл до стадий полуфиналов.
На чемпионате России 2007 года в Туле взял бронзу в эстафете 4 × 100 метров.
В 2008 году на чемпионате России в Казани завоевал серебряную награду в программе эстафеты 4 × 100 метров.
В 2009 году отметился выступлением на чемпионате России в Чебоксарах и по окончании сезона завершил спортивную карьеру.
Окончил Сибирскую государственную академию физической культуры (2002). Впоследствии работал тренером по лёгкой атлетике в Специализированной детско-юношеской спортивной школе олимпийского резерва в Омске.
Являлся членом президиума Омской областной федерации лёгкой атлетики.